# Boixes i Boixos d'Eivissa
Les Boixes i Boixos d'Eivissa són un projecte de colla castellera en formació de Puig d'en Valls, fundada el 2023. Vesteixen amb camisa de color Blau "Valent". Són una colla agermanada amb Castellers de Tramuntana i apadrinada per Al·lots de Llevant.
La colla va presentar-se el gener de 2023, i per Sant Joan del mateix any van fer la seva primera exhibició amb l'Institut d'Estudis Eivissencs, on varen fer un pilar de 3 caminat. Van actuar a les Festes de la Terra el 30 de juliol de 2023 i la Diada d'Eivissa el 8 d'agost, on varen descarregar estructures netes de 4. El desembre del mateix any van organitzar una diada on es presentaven com a entitat oficial.
El gener de 2024 van assistir a la primera diada dels Castellers de Tramuntana, on també van actuar els Trempats de la UPF. Van estrenar la camisa Blau Valent en una actuació a Sant Joan de Labritja el març de 2024. A la diada d'Eivissa de 2024 descarreguen per primer cop el pilar de 4. L'Institut d'Estudis Eivissencs els atorga la Menció Jove Sant Jordi l'abril de 2024. L'any 2025 no han mostrat activitat a xarxes o per mitjans, tret de la seva continuada participació en la 2a diada dels Castellers de Tramuntana, on tornen a portar un pilar de 4.